# Candeias do Jamari
Candeias do Jamari – miasto i gmina w Brazylii, w stanie Rondônia. Znajduje się w mezoregionie Madeira-Guaporé i mikroregionie Porto Velho.